# Ons Belang (Schiermonnikoog)
Ons Belang is een in 1989 opgerichte lokale politieke partij in de Nederlandse gemeente Schiermonnikoog. Ze werd opgericht door ontevreden leden van Liberalen Schiermonnikoog. De partij behaalde bij de verkiezingen van 2018 drie van de negen zetels in de gemeenteraad.